# Nunzio Engwanda
Nunzio Engwanda-Ongena (* 1. Dezember 2007) ist ein belgischer Fußballspieler, der beim RSC Anderlecht in der belgischen Division 1A spielt.

## Karriere
Engwanda begann seine Karriere beim RSC Anderlecht. Am 28. November 2024 gab Engwanda gegen den FC Porto sein Debüt im UEFA Europa League.
In der Saison 2024/25 wurde er auch in der U23-Mannschaft, die in der Division 1B spielt, eingesetzt.